# Планиниця (Бургаська область)
Плани́ниця (болг. Планиница) — село в Бургаській області Болгарії. Входить до складу общини Руєн.

## Населення
За даними перепису населення 2011 року у селі проживали 1549 осіб, з них 1394 особи (99,9 %) — турки.
Розподіл населення за віком у 2011 році:
Динаміка населення:

## Персоналії
- Ахмед Ахмедов (* 1995) — болгарський футболіст